# Сале-Сан-Джованни
Сале-Сан-Джованни (итал. Sale San Giovanni) — коммуна в Италии, располагается в регионе Пьемонт, в провинции Кунео.
Население составляет 184 человека (2008 г.), плотность населения составляет 23 чел./км². Занимает площадь 8 км². Почтовый индекс — 12070. Телефонный код — 0174.
Покровителем коммуны почитается святой Иоанн Креститель, празднование 24 июня.

## Демография
Динамика населения:

## Администрация коммуны
- Официальный сайт: http://www.comune.salesangiovanni.cn.it/